# Рудник Будьонновське (Каратау)
Рудник Будьонновське (Каратау) – гірничодобувне підприємство на півдні Казахстану, яке здійснює видобуток урану з унікального родовища Будьонновське. 
Будьонновське розділене не кілька ділянок, при цьому ділянка №2 дісталась спільному підприємству «Каратау», засновниками якого на паритетних засадах є канадська Uranium One (наразі належить російському «Росатому») та казахський державний концерн «Казатомпром». Можливо відзначити, що інші ділянки родовища Будьоннівське розробляють компанії «Акбастау» та «СП «Будёновское», іноземним інвестором яких станом на 2023 рік також виступає «Росатом». 
В 2007 році на етапі дослідної розробки на руднику Каратау отримали 478 тон урану, а з 2008-го стартувала промислова розробка. Рудник має проектну потужність у 2000 тон, при цьому в 2016-му фактичний видобуток склав 2081 тону.
Уран видобувають методом підземного вилуговування, а товарним продуктом виступає закис-окис урану. При цьому афінажна ділянка рудника Каратау також провадить доведення до закису-окису продукції сусіднього рудника Акбастау. 
Станом на кінець 2021 року ресурси ділянки №2 оцінювались у 38,7 тисяч тон урану, а видобуток планувалось вести щонайменше до 2032 року.